# Gran Turismo 7
Gran Turismo 7 (グランツーリスモセブン7 Guran Tsūrisumo Sebun, también abreviado como GT7) es un videojuego de simulación de carreras de 2022 desarrollado por Polyphony Digital y publicado por Sony Interactive Entertainment. El juego es la octava entrega principal de la serie Gran Turismo. El juego se anunció el 11 de junio de 2020 en el evento de presentación de PlayStation 5 y se lanzó el 4 de marzo de 2022 para PlayStation 4 y PlayStation 5, lo que lo convierte en la primera entrega multiconsola de la serie. También se lanzara una versión compatible con realidad virtual por medio de las gafas PlayStation VR2 por una actualización gratuita el 22 de febrero de 2023.
Gran Turismo 7 recibió críticas generalmente favorables de los críticos, con elogios por sus gráficos y jugabilidad. Poco después de su lanzamiento, los jugadores en Metacritic criticaron negativamente su contenido debido al uso de microtransacciones y al grindeo excesivo. Sin embargo, esto fue luego solucionado con una actualización que incorporaba pagos más favorables en las carreras del juego.

## Jugabilidad
Gran Turismo 7 presenta el regreso de la campaña para un jugador, el modo de simulación GT. Otras características que regresan son el regreso de las pistas de carreras y los vehículos tradicionales, los eventos especiales, los campeonatos, la escuela de manejo, la tienda de piezas de tuning, el concesionario de autos usados y GT Auto, al mismo tiempo que conservan el nuevo modo GT Sport, Brand Central y Discover que se introdujeron en Gran Turismo Sport. El jugador debe avanzar a través de tareas ("Libros de menú") desde GT Café para desbloquear funciones como multijugador y todas las pistas y autos.
El juego también presenta el regreso de los efectos dinámicos de tiempo y clima, que aparecieron anteriormente en Gran Turismo 5 y Gran Turismo 6. A pesar de que el juego incluye una campaña para un solo jugador, como Gran Turismo Sport, el juego requiere una conexión constante a Internet para que los jugadores puedan guardar su progreso. El creador de la serie, Kazunori Yamauchi, explica que esta decisión se tomó para evitar la piratería y las trampas. Sin embargo, el modo Arcade se puede jugar completamente sin conexión.
Para la versión de PlayStation 5, el juego aprovecha la mayor potencia de procesamiento de la consola, el hardware de trazado de rayos dedicado, el almacenamiento en disco de estado sólido personalizado, Tempest Engine y el controlador DualSense para admitir funciones como retroalimentación háptica avanzada, disparadores adaptativos, efectos de trazado de rayos en tiempo real, audio espacial 3D y tiempos de carga reducidos. La versión para PlayStation 5 de Gran Turismo 7 también se ejecuta a una resolución de 4K y 60 fotogramas por segundo con soporte para alto rango dinámico.
Además, los conductores de la competencia de eSports de Gran Turismo, el Gran Turismo World Series (anteriormente, la FIA-Certified Gran Turismo Championships que utilizaba Gran Turismo Sport), aparecen como oponentes de IA y entrenadores de prueba de licencia, incluidos los siguientes:
- Igor Fraga, campeón mundial de la Nations Cup 2018, campeón mundial de la Manufacturer Series 2019 y 2021 (ambos Toyota) y piloto de Fórmula 3
- Mikail Hizal, campeón mundial de la Nations Cup 2019 y campeón mundial de la Manufacturer Series 2020 (Subaru)
- Takuma Miyazono, campeón mundial de la Nations Cup 2020 y campeón mundial de la Manufacturer Series (Subaru)
- Valerio Gallo, campeón mundial de la Nations Cup 2021 y ganador de Olympic Virtual Series Motor Sport
- Coque López, campeón del mundo Manufacturer Series 2021 (Toyota)
- Daniel Solís, campeón mundial de la Manufacturer Series 2020 (Subaru)
- Ryota Kokubun, campeón asiático-oceánico 2018
- Adam Suswilo
- Tomoaki Yamanaka, campeón mundial de la Manufacturer Series 2019 y 2021 (ambos Toyota)
- Baptiste Beauvois

## Desarrollo y lanzamiento
En una entrevista de julio de 2019 con GTPlanet, un sitio web de fans dedicado a la serie Gran Turismo, Yamauchi afirmó que el próximo título de Gran Turismo está en desarrollo activo. Yamauchi confirmó que se centrará en afinar la experiencia clásica de GT y agregó: "Creo que el próximo título que vamos a crear será una combinación del pasado, presente y futuro, una forma completa de Gran Turismo."
Gran Turismo 7 se reveló en la transmisión de revelación de PlayStation 5 de Sony el 11 de junio de 2020. El juego está siendo desarrollado por Polyphony Digital y publicado por Sony Interactive Entertainment para PlayStation 4 y PlayStation 5. El lanzamiento del juego estaba inicialmente programado para finales de 2020. Más tarde se retrasó hasta 2022 debido al impacto de la pandemia de COVID-19 en la industria de los videojuegos que afectó el desarrollo de juegos. El juego se lanzó para las consolas PS4 y PS5 el 4 de marzo de 2022. El siete veces campeón mundial de pilotos de F1, Lewis Hamilton, repite su papel como el "maestro" de la serie desde Gran Turismo Sport.
El día del lanzamiento del juego, Gran Turismo 7 se retiró de la venta en Rusia, aunque Sony no había tomado una decisión formal en ese momento. El 9 de marzo de 2022, cuatro días después de su lanzamiento, PlayStation anunció que detendría las ventas de sus juegos, incluido Gran Turismo 7, en Rusia en respuesta a la invasión rusa de Ucrania en 2022.
El 7 de marzo de 2022, Columbia Records y Sony Interactive Entertainment lanzaron un álbum de banda sonora titulado Find Your Line: Official Music from Gran Turismo 7. El álbum presenta canciones inspiradas en el juego grabadas por una alineación de artistas, incluidos GoldLink, Idris Elba, Major Lazer, Lil Tjay y Jawsh 685.

## Coches y Circuitos
El juego consta de un total de 491 coches  y de 117 circuitos. 

## Recepción
Gran Turismo 7 recibió reseñas "generalmente favorables" según el agregador de reseñas Metacritic.

### Respuesta crítica
Si bien no le gustó la monetización, Ars Technica elogió la implementación de las pruebas de licencia: "Polyphony ha logrado un buen equilibrio aquí. El umbral para lograr un acabado de bronce en cada prueba es relativamente fácil de alcanzar, pero obtener todas las medallas de oro puede llevar mucho tiempo y experiencia frustrante, dependiendo de tu habilidad".
A The Verge le gustaron las funciones de DualSense del título y escribió: "Es el mejor escaparate para el DualSense que he visto hasta ahora. Las vibraciones en el controlador hacen un trabajo convincente al simular varias superficies, condiciones y grados de tracción... Incluso puedes sentir la liberación de presión en los sistemas de frenos antibloqueo". Eurogamer disfrutó del GT Café, destacando a los personajes como una parte memorable de él, "lo que quizás sea más sorprendente es que Gran Turismo 7 aterriza notablemente bien, dando a su campaña un carácter excéntrico propio".
Polygon sintió que los efectos visuales eran "vanguardistas", pero criticó el tiempo que llevó desbloquear los autos: "La velocidad a la que obtienes créditos parece lenta, con muchos autos deseables que permanecen fuera de tu alcance durante mucho tiempo en el juego... El simple hecho de cumplir con los requisitos de entrada de los eventos puede requerir salir de la pista para obtener créditos". A Destructoid le gustó la cantidad de formas disponibles para abordar los recorridos, sintiendo que agregaba más variedad al juego, "Puedes hacer una situación clásica de carrera inversa, así como incursionar en partes de la pista... tomar contrarreloj, jugar lobbies libres (donde puedes simplemente conducir y relajarte), modo arcade y eventos".
Game Informer alabó la sensación de conducción, especialmente el manejo del terreno, "los cambios de elevación, el clima, la superficie de conducción, la inclinación de la carretera, la carga aerodinámica del vehículo y un sinfín de otros factores contribuyen perfectamente a que lleves tu impulso a una curva o hagas un trompo en la hierba". GamesRadar+ disfrutó de la cantidad de contenido disponible, llamándolo "un juego absolutamente gigantesco", pero criticó el rendimiento, señalando problemas de rendimiento y bloqueos ocasionales. IGN sintió que Gran Turismo 7 recreó el espíritu de entregas anteriores, pero sintió que la selección de autos era comparativamente limitada en comparación con competidores como Forza: "Con algunas excepciones, las gamas de la mayoría de los fabricantes tienden a alcanzar su punto máximo alrededor de 2017. Si espera ver bastantes autos de alto perfil de los últimos dos o tres años aquí, como el último McLarens o cualquier Tesla construido desde 2012, puede sentirse decepcionado".

### Respuesta del público
Gran Turismo 7 fue objeto de un bombardeo de reseñas en Metacritic dos semanas después del lanzamiento, luego de varios cambios realizados en el juego a través de actualizaciones. Recibió la calificación de usuario de Metacritic más baja para un juego publicado por Sony. Las críticas se centraron en el uso intensivo de microtransacciones y la necesidad de esforzarse para desbloquear la moneda y el contenido del juego. Los jugadores notaron que las actualizaciones del juego aumentaron el tiempo necesario para grindear, además de reducir la cantidad de recompensas obtenidas, y sintieron que animaba a gastar dinero del mundo real en microtransacciones. Algunos calificaron los precios de los artículos en el mundo real como demasiado caros, y señalaron que ciertos automóviles podrían costar hasta US$200. La actualización de la versión 1.07 del juego causó varios problemas en el juego, lo que provocó una interrupción que duró más de 24 horas como resultado del mantenimiento del servidor; el requisito de estar siempre con conexión a internet en el juego significaba que los jugadores estaban limitados a los modos sin conexión del juego.
Durante el primer mes de lanzamiento, el presidente de Polyphony, Kazunori Yamauchi, escribió que si bien deseaba que los jugadores disfrutaran del contenido sin microtransacciones, consideraba importante que los autos reflejaran los precios de sus contrapartes del mundo real para "transmitir su valor y rareza". Su declaración generó algunas críticas. Varios días después, Yamauchi se disculpó por la interrupción y los cambios realizados en la economía del juego, y anunció que Polyphony implementaría una serie de actualizaciones a partir de abril de 2022 para que la progresión sea más justa. Como compensación, todos los jugadores que compraron el juego antes del 25 de marzo recibirían un millón de créditos, el equivalente a 10 dólares estadounidenses, de la moneda del juego, disponible hasta el mes siguiente.

### Ventas
En Japón, se lanzó con 139964 unidades físicas vendidas en su primera semana, lo que lo convirtió en el juego más vendido de la semana. Vendió más de 190000 unidades físicas en Japón durante el mes de su lanzamiento, lo que lo convirtió en el segundo juego más vendido del mes en el país (por debajo de Kirby and the Forgotten Land).
En los Estados Unidos, estableció un récord de franquicia con las ventas del mes de lanzamiento más taquilleras para un título de Gran Turismo, a pesar de ocupar el segundo lugar en su mes de debut (solo superado por Elden Ring).
En el Reino Unido, Gran Turismo 7 fue el juego más vendido en su primera semana de lanzamiento y siguió siendo el número uno la semana siguiente. En Alemania, se vendieron más de 200000 copias del juego a fines de marzo de 2022.

### Premios
| Año  | Premios                     | Categoría                        | Resultado | Ref    |
| ---- | --------------------------- | -------------------------------- | --------- | ------ |
| 2022 | The Game Awards 2022        | Mejor juego de deportes/carreras | Ganador   | [ 71 ] |
| 2022 | The Game Awards 2022        | Mejor diseño de audio            | Nominado  | [ 71 ] |
| 2023 | 26th Annual D.I.C.E. Awards | Juego de carreras del año        | Ganador   | [ 72 ] |